# Seiichi Ogawa
Seiichi Ogawa (Chiba, 21 juli 1970) is een voormalig Japans voetballer.

## Carrière
Seiichi Ogawa speelde tussen 1989 en 2000 voor Nagoya Grampus Eight.